# 健康づくりに関する京都宣言
健康づくりに関する京都宣言（けんこうづくりにかんするきょうとせんげん、Kyoto Declaration on Health Promotion）は、2002年（平成14年）9月21日に厚生労働省の主催する健康づくり国際会議にて採択された、健康づくりについての宣言である。
健康づくり国際会議は、第53回世界保健機関西太平洋地域委員会の開催（2002年9月16-20日）に合わせて国立京都国際会館で開催された。
この国際会議は、世界保健機関の主催する健康づくり国際会議ではないが、宣言内容には相通じる部分もある。

## 背景
健康格差へのとりくみを強調した2000年の健康づくりのためのメキシコ声明に調印しない日本は、独自の健康づくりについての宣言を取りまとめ、採択することとなった。

## 宣言内容
健康づくりに関する京都宣言は英文で採択されている。以下の日本語訳は、健康づくり国際会議における配布資料に準じたものである。
1. 我々の健康は、個人レベル及びその積み重ねによって社会の健康水準が向上するというこの意味において健康づくりが重要であることを認識する。
非感染症が世界的に蔓延している状況に鑑み、バランスのよい食事、身体活動、たばこの使用を控えること等生活習慣の改善につながる個人の健康的な行動は、健康を増進するためのカギとなる。そのためには、一人一人が主体的に健康づくりに取り組むことが重要であり、その結果として、社会全体の健康水準の向上が期待できる。
2. 我々は、健康づくりを支援する好ましい環境の整備を進めるために努力する。
健康は、個人的な問題であると同時に、個人を取り巻く環境によって、維持されたり、高められたり、損なわれたりする。環境は、個人が望ましい健康水準に到達するにあたっての一つの障壁となりうる。健康づくりのための国家的な計画やプログラムの作成、支援的な法的枠組み、健康づくりに従事する人材の養成などの政策の立案、実施を通じ、社会全体として健康づくりにとって好ましい環境を整備することが必要である。
このような背景の下、特別な対策を要する人々の健康ニーズに対して配慮されるべきである。
3. 我々は、健康づくりを支援する環境整備を進めるために、多様な関係者との連携および協力が重要であることを認識する。
健康づくりを支援する環境を作り出すためには、社会の様々な関係者と連携、協力することが必須である。その際には、保健医療分野のみならず、経済や政治など様々な分野における幅広い関係者の参加が極めて重要である。
4. 我々は、健康づくりこそ、21世紀における健康問題を解決するための根本的な方策と認識する。我々は健康づくりを推進するためより大きな関与をすることを強く訴える。
健康づくりは、一人一人の健康の増進のみならず、多くの健康上の問題を予防することを通じて、健やかで心豊かな活力ある社会を形成する基盤となるものであることを確信する。我々は、健康づくりに各国における保健医療政策上高い優先順位を与えるべきであり、社会の様々な人々が、可能な限り高い健康レベルに到達するよう、社会の様々な関係者が協力するべきであると信ずる。

### 健康づくりのためのオタワ憲章との相違点
健康づくりのためのオタワ憲章を参照して下さい
本宣言は、健康づくりにおける代表的な憲章である健康づくりのためのオタワ憲章における5つの活動領域なかの4つを踏襲したものとなっている。
健康づくりにおける、保健政策、環境整備、協働の重要性を強調する点は、健康づくりのためのオタワ憲章を踏襲している。健康づくりにおける、医療の再設定については、本宣言では言及されていない。
本宣言には、健康づくりのためのオタワ憲章における健康の前提条件や3つの基本戦略に相当する概念はない。健康づくりのためのオタワ憲章は協働を通じた能力付与（エンパワーメント）や地域活動の強化を通じた健康づくりを重視しているが、健康づくりに関する京都宣言では、個人の主体性が活力ある社会や健康水準の向上につながることを第一に強調している。

### 合成の誤謬との関連
我々の健康は、個人レベル及びその積み重ねによって社会の健康水準が向上するという概念は、詭弁とりわけ合成の誤謬そして還元主義と関連のあることが、疫学により明らかにされている。
社会の健康水準を扱うためにカナダ公衆衛生機関は集団の健康という概念を提唱している。

## 参加国及び参加地域
本会議には、世界保健機関西太平洋地域加盟国など28の国と地域から、保健担当大臣を含む各国代表団約60名、またNGOの代表などが参加した。